# Битва в заливе Кула
Битва в заливе Кула — одно из боевых столкновений в ходе Тихоокеанской кампании Второй мировой войны. Произошло 6 июля 1943 года близ острова Коломбангара.

## Предыстория
Ночью 4 июля оперативная группа 36.1 под командованием контр-адмирала Эйнсуорта занималась артобстрелом японских позиций в Эногаи-Инлит и Вила-Станморе. Затем, уже возвращаясь на Эспириту-Санто для пополнения запасов, соединение получило приказ командующего Хэлси перехватить очередной рейс «Токийского экспресса» на Нью-Джорджию, везущий подкрепление для гарнизона Мунды. Совершив быстрый переход, соединение прибыло в залив Кула в ночь с 5 на 6 июля.

## Состав сторон
| США                  | США                                 | Япония           | Япония                       |
| -------------------- | ----------------------------------- | ---------------- | ---------------------------- |
| 9 дивизион крейсеров | лёгкий крейсер «Гонолулу» (флагман) | группа прикрытия | эсминец «Ниидзуки» (флагман) |
| 9 дивизион крейсеров | лёгкий крейсер «Сент-Луис»          | группа прикрытия | эсминец «Судзукадзэ»         |
| 9 дивизион крейсеров | лёгкий крейсер «Хелена»             | группа прикрытия | эсминец «Таникадзэ»          |
| 21 эскадра эсминцев  | эсминец «Николас»                   | 1 трансп. группа | эсминец «Мотидзуки»          |
| 21 эскадра эсминцев  | эсминец «О’Баннон»                  | 1 трансп. группа | эсминец «Микадзуки»          |
| 21 эскадра эсминцев  | эсминец «Редфорд»                   | 1 трансп. группа | эсминец «Хамакадзэ»          |
| 21 эскадра эсминцев  | эсминец «Дженкинс»                  | 2 трансп. группа | эсминец «Нагацуки»           |
|                      |                                     | 2 трансп. группа | эсминец «Сацуки»             |
| эсминец «Амагири»    |                                     | 2 трансп. группа |                              |
| эсминец «Хацуюки»    |                                     | 2 трансп. группа |                              |

## Бой
Японское соединение состояло из 10 эсминцев и было поделено на две транспортные группы и группу поддержки. Подойдя к Коломбангаре, контр-адмирал Акияма приказал первой транспортной группе высаживать войска в Виле, промежуточном пункте перед отправкой в Мунду. В 1:43 он отдал аналогичное распоряжение второй группе, несмотря на то, что в 1:36 был установлен первый радиолокационный контакт с американскими кораблями. Впрочем, чуть позже, оценив силы противника, Акияма приказал транспортным группам вернуться и вступить в бой.
В 1:57 американские корабли открыли артиллерийский огонь, а японцы выпустили торпеды. Американцы сосредоточили огонь на головном эсминце «Ниидзуки», и он, получив множество попаданий, быстро затонул. Другие два эсминца из группы поддержки, «Судзукадзэ» и «Таникадзэ», выпустили торпеды и, отделавшись легкими повреждениями, скрылись за дымовой завесой.
В 2:04 американский крейсер «Хелена» получил торпедное попадание в носовую часть, в течение двух последующих минут ещё два попадания в район миделя, и начал быстро тонуть.
В 2:21 «Сент-Луис» и «Гонолулу» открыли огонь по второй транспортной группе японцев, подоспевшей к месту событий. Обменявшись артиллерийскими залпами с американцами, японские эсминцы отступили. При отходе «Нагацуки» выскочил на мель в районе Вилы и прочно застрял. «Сацуки» попытался стащить его, но безуспешно.
К половине третьего основной бой закончился и Эйнсуорт приказал основным силам возвращаться на базу. Однако, на поле боя ещё оставались эсминцы обеих сторон, занимающиеся спасением экипажей затонувших кораблей. «Редфорд» и «Николас» подбирали экипаж «Хелены», а «Амагири» пытался спасти экипаж «Ниидзуки». «Николас» и «Амагири», заметив друг друга, обменялись торпедными, а позже и артиллерийскими залпами. «Амагири» получил попадание и отступил, укрывшись за дымовой завесой. Экипаж «Ниидзкуки» так и остался в воде.
«Николас» и «Редфорд» продолжили спасение экипажа «Хелены», и позже на них наткнулся «Мотидзуки», который успел выгрузить свой десант на острове Нью-Джорджия.  Во время артиллерийской перестрелки с эсминцами в японский корабль попало два 127-мм снаряда. Их взрывы разрушили носовое 120-мм орудие и торпедный аппарат. Из 900 человек с «Хелены» удалось спасти 732.
Севший на мель «Нагацуки», в конце концов был оставлен экипажем, а утром был разбомблен американской авиацией.

## Итоги боя
Несмотря на сравнительно равные потери (лёгкий крейсер против двух эсминцев), доставка подкреплений была практически сорвана — из 2600 человек цели достигли только 850. Исходя из этого, можно говорить о стратегическом преимуществе, полученном американцами по итогам этого боя.

## Память
Крейсер USS Helena (CL-50) был обнаружен экспедицией Пола Аллена 24 марта 2018 года. Корабль покоится на глубине 860 метров неподалёку от побережья островов Нью-Джорджия.